# 丸屋文右衛門
丸屋 文右衛門（まるや ぶんえもん、生没年不詳）は江戸時代の江戸の地本問屋。

## 来歴
文寿堂、丸文と号す。寛政から文政天保期に神田弁慶橋通北側松枝町忠次郎店で地本問屋を営業している。喜多川歌麿、一楽亭栄水、歌川豊国などの錦絵を出版している。文政7年（1824年）に刊行された『江戸買物独案内』に錦絵草紙問屋として名前が載る。

## 作品
- 喜多川歌麿 『囲碁を囲む五美人』 横大判 錦絵 寛政5年ころ
- 喜多川歌麿 『難波屋おきた』 大判 錦絵 狂歌入 錦絵 寛政5年ころ
- 喜多川歌麿 『婚礼色直し之図』 大判 錦絵6枚続 寛政末
- 喜多川歌麿 『青楼にわか』
- 一楽亭栄水 『美人五節句』 大判5枚揃 錦絵 寛政後期‐享和ころ
- 一楽亭栄水 『松葉屋内瀬川』 大判 錦絵
- 歌川豊国 『役者十二つき 十一月』 大判3枚続 錦絵 文化6年 ※合版12組の揃物